# Елитаризъм
Елитаризъм е идеология, противопоставяща се на егалитаризма.
Тя възниква в началото на 20 век в Италия и се развива по идеите на Макиавели за държавното управление.
Съгласно елитаризма, обществото се състои от елит и народ - биомаса. Италианският елитаризъм става идеологична база на италианския фашизъм, което го отличава от германския националсоциализъм. Елитаризмът отрича демократичното общество, в което всеки има свое право на глас и право на развитие. От своя страна обаче елитаризмът също отрича основните постулати на демократичното устройство, като твърди, че всеобщото избирателно право не е в състояние да попречи на формирането на малобройна управляваща класа. Демокрацията просто прави олигархията изборна, но не я ликвидира.
От гледна точка на социологията елитаризмът е форма на социална дискриминация, проявяваща се в развитието на малка група хора, за сметка на мнозинството (народа).

## Академичен елитизъм
Академичен елитизъм е идеологическата вяра, че само тези, които са били студенти в най-елитните и престижни университети (като Бръшляновата лига, Гранд Еколс и Оксбридж) са способни да постигнат богатство и власт. Поддръжниците на академичния елитизъм оправдават тезата си с твърденията, че това е само вторичен продукт на капитализма.